# Моријарти
Моријарти (енгл. Moriarty) француско-америчка је музичка група формирана 1995. године. Састоји се од уметника француског, америчког, швајцарског и вијетнамског порекла. Име групе је референца на Дина Моријартија, главног лика романа „На путу”.
Широј јавности постали су познати по балади Jimmy.

## Историја
По оснивању, група је бројала укупно шест чланова, али је убрзо напуштају Шарлен Дипји (вокал), Медерик де Вонсе (бубњеви) и Давид Вудс (саксофон), док се на место вокала прикључује Розмери Стендли. Недостатак бубњара приморао је групу да прилагоди своје наступе и почне са извођењем акустичних свирки.
Ова радикална измена имала је и својих предности. Група је у том периоду на располагању имала већу слободу у експериментисању са звуком, а акустични карактер музике омогућио им је да организују једноставније и сведеније наступе на разним локацијама као што су затвор у Нормандији, ментална институција у централној Француској, руинирани замак у Тоскани, као и улице Париза и Даблина.
2005. године, група је освојила награду за младе таленте града Париза.

### 
2007. године Моријарти издаје свој први албум, Gee Whiz But This Is a Lonesome Town, који, захваљујући успеху песме Jimmy, постаје веома популаран у Француској. Албум је потом објављен и у Енглеској, Немачкој, Белгији, Швајцарској, Италији, Шпанији, Канади, Јапану, Хонг Конгу, Тајвану, Јапану и Аустралији. Априла следеће године, бенд одлази на дугу турнеју по Француској, са концертима и у Швајцарској, Канади, Немачкој и  Енглеској.
2008. године, група наступа на познатим музичким фестивалима: Solidays у Паризу, Eurockéennes у Белфору, Les Francofolies у Ла Рошелу, џез фестивал у Монтреу, и другима. У Паризу су наступали пред распродатом салом Олимпија.
Марта 2008. године, снимили су обраду песме Enjoy the silence енглеског бенда Depeche Mode, коју су претходно изводили на турнеји. Обрада је пуштана на француском радију Radio Nova. Исте године, били су један од десет номинованих бендова за годишњу награду Prix Constantin, која се додељује за најбољи албум младим и још увек недовољно афирмисаним уметницима.

### Светска турнеја 2009
Након што су закључили своју француску турнеју са преко 170 концерата, бенд, сада уобличен као француско-амерички квинтет, почео је са светском турнејом у јануару 2009. године са концертом у Њујорку. После концерата у САД, свирали су у Канади, Немачкој, Луксембургу, Белгији, Холандији, Швајцарској, Аустрији, Чешкој, Енглеској, Шведској, Шпанији, Португалу, Јапану, Хонг Конгу, Тајвану, Аустралији и Индији. Последњи концерт у турнеји су извели 24. децембра 2009. године у Мумбају, Индији. 
У току светске турнеје извели су преко 100 концерата у 18 земаља, а њихов дебитантски албум је у међувремену превазишао тираж од 150,000.

### Нови албум и издавачка кућа
2010. године, група почиње са радом на новом албуму The Missing Room (срп. Нестала Соба). Песме су најпре компоновали и изводили уживо, да би их студијски снимили тек након њиховог „сазревања” на бини. То им је омогућило да експериментишу са новим песмама у веома различитим условима. 
У међувремену, група оснива и своју издавачку кућу, Air Rythmo, како би могла да ужива потпуну уметничку слободу и ради на издавању новог материјала по сопственом ритму. Име издавачке куће је анаграм речи Moriarty, чиме се хтело нагласити да је издавачка кућа уствари исто што и група која иза ње стоји. 
Албум The Missing Room коначно је снимљен јануара 2011. године, након шест распродатих концерата у Паризу. Креативни део албума осмислио је Зимерли, контрабасист бенда, с идејом да се албум прикаже као илустрована стрип-књига у којој је приказан сценарио измишљеног ноар филма о несталој соби у једном хотелу. На омоту албума био је записан и индијски број телефона, повезан на говорни аутомат у Мумбају, преко ког су фанови могли да преслушају снимак са загонетком коју је поставио Кармињак, такође члан групе.
У децембру 2011. године, 2000 примерака албума су издали на грамофонској плочи. Омот сваког албума био је украшен ручним радом волонтера и чланова бенда, а унутра су се, поред плоча, налазиле и украшене коверте са цртежима, исечцима из новина, старим сет листaма, старим жицама за гитару и сличним предметима скупљеним на турнејама. Група је овим гестом желела да делимично разбије једнообразност коју намеће масовна продукција.
Група је потом отишла на двогодишњу светску турнеју на којој ће извести преко 200 концерата. Последњи концерт одржали су у Аустралији, марта 2013. године. 

### Колаборације
2012. године, приликом турнеје по Реиниону, група се упознала са Кристином Салем, локалном вокалисткињом, и њеном групом. Убрзо су почели заједно да раде на новим песмама које су биле мешавина Моријартијевог блуза, фолка и рока, с једне стране, и перкусивних ритмова локалног жанра малоја, с друге. Песме су извођене на свиркама организованим у тешко доступним пољима шећерне трске, високо изнад Сен Пјера. Потом су студијски снимљене августа 2012. године и објављене на албуму Кристине Салем под именом Salem Traditions (срп. Салем Традиције). Колаборација између бендова наставила се исте године заједничком турнејом по Француској, а наредне године и поновним концертом у Реиниону, и коначно, концертом у Аделејду.
Јула 2009. године, на музичком фестивалу у Лозани, група је започела колаборацију са Mama Roslin, швајцарским кажун-рок бендом. Вођени сличним музичким укусима и погледима на свет, одржали су неколико заједничких концерата у Француској, а потом и издали албум Moriarty meets Mama Roslin 2013. године. 

### Нови албуми
2013. године група снима нови албум Fugitives (срп. Бегунци), са обрадама блуз и фолк песама насталих у периоду 1920–1950. Следећи албуми су Epitaph (срп. Епитаф) који настаје 2015. године, и Epiphany (срп. Просветљење), 2016. 

## Чланови групе

### Тренутни састав
- Розмери Стендли (Rosemary Standley), алијас Розмери Моријарти - главни вокал, гитара
- Тома Пјешави (Thomas Puéchavy), алијас Том Моријарти - хармоника, усна хармоника, дромбуље
- Артур Жилет (Arthur B. Gillette), алијас Артур Моријарти - гитара, клавир, клавијатуре, помоћни вокал
- Стефан Зимерли (Stephan Zimmerli), алијас Зим Моријарти - контрабас, гитара, помоћни вокал
- Шарл Кармињак (Charles Carmignac), алијас Шарл Моријарти - добро гитара, електрична гитара
- Венсан Талпер (Vincent Talpaert) и Ерик Тафани (Éric Tafani) - бубњеви, перкусије

- Розмери Стендли
- Стефан Зимерли
- Тома Пјешави
- Шарл Кармињак
- Артур Жилет
- Венсан Талпер

### Бивши чланови
- Шарлен Дипји (Charlène Dupuy) - вокал
- Медерик де Вонсе (Médéric de Vanssay) - бубњеви
- Давид Вудс (Davide Woods) - саксофон

## Дискографија
| Албум | Највиша позиција | Највиша позиција | Највиша позиција |
| Албум | Француска        | Белгија          | Швајцарска       |
| --- | ---------------- | ---------------- | ---------------- |
| The Ghostless Takes - Година издавања: 2006 - Формат: ЕП - Издавач: самостално                                         | —                | —                | —                |
| Gee Whiz But This Is a Lonesome Town - Година издавања: 2007 - Формат: ЛП - Издавач: Naïve Records                     | 19               | 99               | —                |
| The Missing Room - Година издавања: 2011 - Формат: ЛП - Издавач: Air Rythmo                                            | 14               | 34               | —                |
| Moriarty Meets Mama Rosin - У сарадњи са групом Mama Roslin - Година издавања: 2013 - Формат: ЛП - Издавач: Air Rythmo | —                | —                | —                |
| Fugitives - Година издавања: 2013 - Формат: ЛП - Издавач: Air Rythmo                                                   | 24               | 173              | —                |
| Epitaph - Година издавања: 2015 - Формат: ЛП - Издавач: Air Rythmo                                                     | 7                | —                | 90               |
| Epiphany - Година издавања: 2017 - Формат: ЛП - Издавач: Air Rythmo                                                    | 190              | —                | —                |